# An toàn khu II
ATK II (An toàn khu thứ hai) của Trung ương và Xứ ủy Bắc kỳ trong thời kỳ tiền khởi nghĩa là vùng đất gồm huyện Hiệp Hòa (Bắc Giang), huyện Phổ Yên và phần phía nam của huyện Phú Bình (Thái Nguyên). Nơi đây được Chính phủ Việt Nam xếp hạng Di tích quốc gia đặc biệt.

## Lịch sử
Tháng 8 năm 1938 Ngô Tuấn Tùng đưa Hoàng Quốc Việt - Bí thư Xứ ủy Bắc Kỳ về tổng Hoàng Vân chỉ đạo phong trào và xây dựng cơ sở cách mạng. Về Hoàng Vân, Hoàng Quốc Việt được bố trí ở nhà cụ Đồ Ba (thân phụ của Ngô Tuấn Tùng) thuộc xóm Đông làng Vân Xuyên, từ đó nhà cụ Đồ Ba trở thành nơi đón tiếp các cán bộ Trung ương và Xứ ủy về hoạt động. Trong thời gian ngắn cơ sở đã được mở rộng tới cả ba xóm của Vân Xuyên: xóm Đông, xóm Trung và đặc biệt là xóm Đá. Các cán bộ lãnh đạo hoạt động trong thời kỳ bí mật đã tặng cho xóm Đá danh hiệu "Xóm Đỏ". Ngày ấy xóm Đá có 37 gia đình thì 33 gia đình có cán bộ đi lại, ăn ở và đặt cơ quan, lớp huấn luyện và hội họp, nhiều người bị Pháp bắt, tù đày, tra tấn dã man nhưng không hề có ai khai báo. Từ đó phong trào lan rộng ra cả tổng Hoàng Vân và nhiều làng xã của huyện Hiệp Hòa; rồi lan sang vùng lân cận như Ca Sơn hạ, Ca Sơn thượng thuộc huyện Phú Bình; Tiên Thù, Thù Dương huyện Phổ Yên. Qua những lần khủng bố của Pháp, phong trào có bị tổn thất nhưng vẫn phát triển liên tục. Các chi bộ Đảng tổng Hoàng Vân (huyện Hiệp Hòa), Ca Sơn (huyện Phú Bình), Tiên Thù (huyện Phổ Yên) lần lượt ra đời với 20 đảng viên được rèn luyện trong phong trào đấu tranh và chống Pháp khủng bố.
ATK2 là nơi có địa hình cơ động nằm giữa thủ đô Hà Nội và khu căn cứ địa Việt Bắc. Từ đây xuôi xuống phía Nam qua các trạm liên lạc Đông Anh, Chèm Vẽ là về đến Khu an toàn chính của Trung ương; ngược lên phía Bắc bằng những con đường mòn xuyên rừng tới Tràng Xá, Võ Nhai rồi lên biên giới Việt Trung. Con sông Cầu chảy dọc từ Bắc xuống Nam tạo thành một đường địa giới ngăn cách Hiệp Hòa với Phổ Yên và một phần Phú Bình. Nửa phía Bắc có nhiều đồi núi tiếp nhau, xen lẫn có một số khu rừng nhỏ rậm rạp. Dọc theo đê sông Cầu có nhiều soi bãi rộng, cây cối um tùm thuận tiện cho việc hội họp, huấn luyện quân sự. Làng mạc ở xen lẫn với nhiều trại ấp lẻ tạo thuận lợi cho việc tổ chức cơ sở cách mạng có thế liên hoàn.
Lực lượng của Pháp trong khu vực mỏng. Ba tổng binh Chã, Hà Châu, Trị Cụ, mỗi đồn chỉ có khoảng 40 lính và một số lính lệ của các phủ, huyện. Các đảng phái chống lại Việt Minh hoàn toàn không có cơ sở ở đây.
Đầu năm 1944 Trung ương chính thức công nhận Hiệp Hòa, Phổ Yên, Phú Bình là An toàn khu dự bị của Trung ương Đảng.

## Di tích

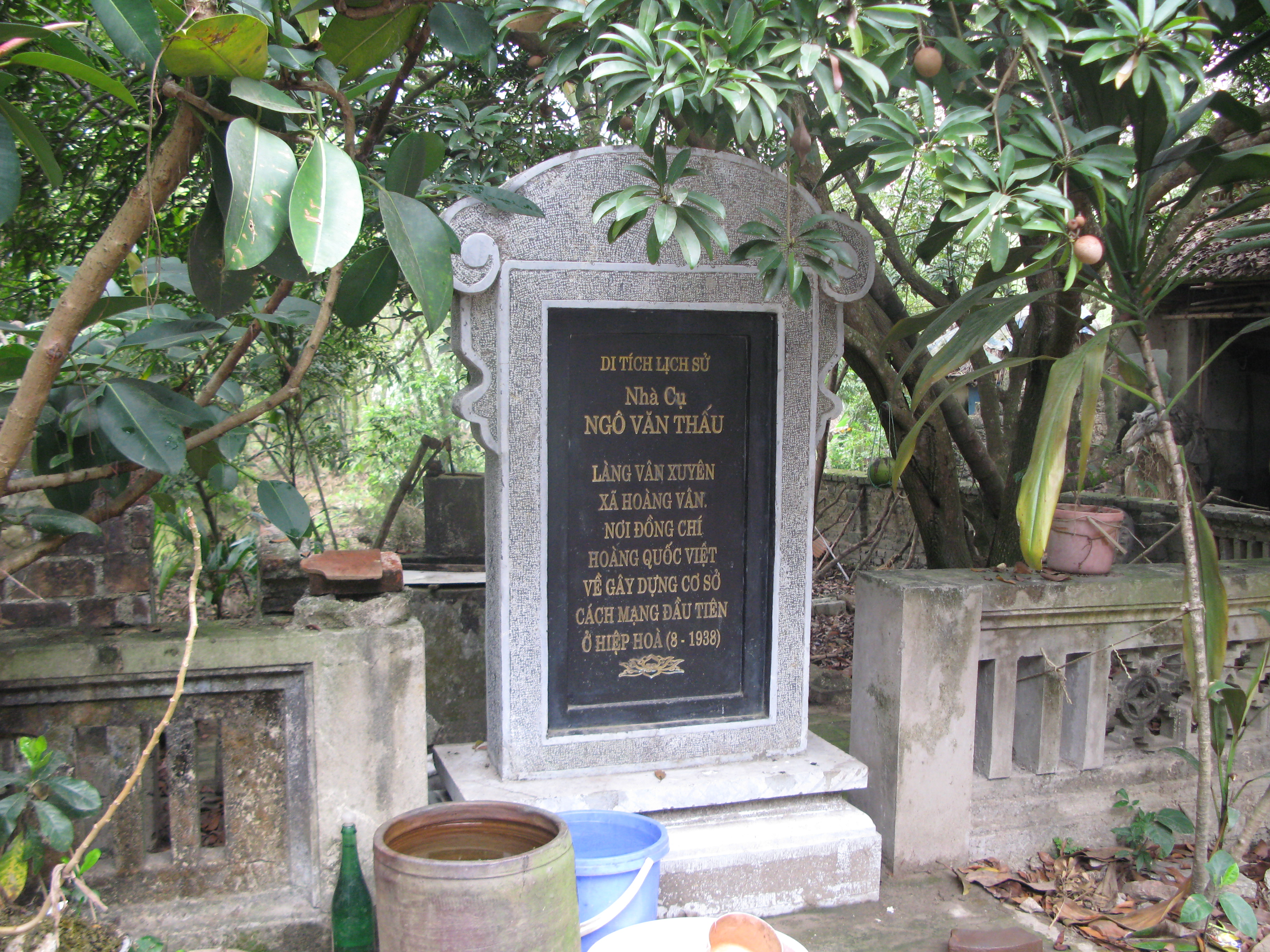
Bia ở sân nhà cụ Đồ Ba

Nhà cụ Đồ Ba (Ngô Văn Thấu) làng Vân Xuyên được công nhận di tích lịch sử văn hóa, nơi Hoàng Quốc Việt về gây dựng cơ sở cách mạng đầu tiên ở Hiệp Hòa tháng 8 năm 1938. Ngôi nhà cụ Đồ Ba được nhà nước công nhận Di tích lịch sử văn hóa ATK2 Hiệp Hòa.
Ngôi nhà cổ cụ Đồ Hai (Ngô Văn Quỳ) là nơi tổ chức cuộc họp chuẩn bị cho cuộc khởi nghĩa Yên Bái tháng 2 năm 1930 do Nguyễn Thái Học, Nguyễn Khắc Nhu, Nguyễn Thế Nghiệp chủ trì.
Ngôi nhà cụ Nguyễn Văn Chế, xóm Đá làng Vân Xuyên được công nhận di tích lịch sử, là nơi Trung ương Đảng khai mạc lớp huấn luyện chính trị cho cán bộ một số tỉnh thuộc Bắc Kỳ ngày 19 tháng 11 năm 1942, Tổng bí thư Trường Chinh trực tiếp dạy. Lớp học kết thúc, mờ sáng ngày 21 tháng 11 quân Pháp đến vây bắt, Trường Chinh khéo léo thoát được ra bờ sông Cầu, được cha con ông Nịnh làm nghề chài lưới đưa sang sông an toàn.
Nhà ông Lý Đông (Ngô Văn Đông) làng Liễu Ngạn, tổng Hoàng Vân, nơi Trung ương Đảng tổ chức Hội nghị quân sự cách mạng Bắc Kỳ lần thứ nhất ngày 15 - 20 tháng 4 năm 1945 để chuẩn bị tiến tới khởi nghĩa giành chính quyền trong cả nước. Dự hội nghị có nhiều cán bộ cao cấp của Trung ương Đảng như Trường Chinh, Võ Nguyên Giáp, Văn Tiến Dũng, Lê Thanh Nghị, Trần Đăng Ninh... do Trường Chinh Tổng bí thư Đảng chủ trì.
Đền Soi làng Vân Xuyên thờ Thánh Tam Giang Trương Hống và Trương Hát, được công nhận di tích lịch sử. Đây là nơi Trung ương Đảng mở nhiều lớp huấn luyện quân sự cho cán bộ các tỉnh về phương pháp khởi nghĩa giành chính quyền trong cách mạng tháng 8 năm 1945.
Miếu Cầu Hang thuộc làng Vạn Thạch, tổng Hoàng Vân, nằm ẩn trong khu rừng thông, nơi cất dấu tài liệu của cán bộ Việt Minh. Bà Nguyễn Thị La người làng Lạc Yên làm nhiệm vụ liên lạc thường đóng giả đi bắt cua bắt ốc đến miếu lấy tài liệu ở nơi quy định rồi chuyển đi.
Nội Đống Mú thuộc làng Vạn Thạch, ngày 16 tháng 2 năm 1940 Lê Hoàng - Xứ ủy viên xứ ủy Bắc Kỳ tổ chức kết nạp ba thanh niên Ngô Duy Thạnh, Ngô Văn Triệu, Nguyễn Văn Cường vào Đảng cộng sản, thành lập chi bộ đầu tiên của Hiệp Hòa.
Đình Vân Xuyên thờ Thành hoàng làng là Đức Thánh Đuổm (Dương Tự Minh), nơi diễn ra nhiều cuộc mít tinh cách mạng và là nơi xuất phát của lực lượng vũ trang đi giành chính quyền ở huyện lỵ Hiệp Hòa ngày 1 tháng 6 năm 1945.
Đình Vạn Thạch xây dựng 1680, thờ Thành hoàng là Đức Thánh Đuổm, trong đình còn lưu giữ 13 đạo sắc phong từ thời Lê - Nguyễn. Làng Vạn Thạch còn có cây xanh cổ thụ khoảng 800 tuổi, tán cây tỏa ra một vùng rộng lớn, dưới gốc cây xanh có ngôi miếu cổ thờ ba công chúa: Đào Hoa công chúa, Ngọc Lan công chúa, Mai Lan công chúa.
Đình Chợ Vân là ngôi đình của tổng Hoàng Vân. Nơi đây ngày 15 tháng 3 năm 1945 nhân lúc phiên chợ còn đông người, Lê Thanh Nghị và Nguyễn Trọng Tỉnh đã đứng lên bờ tường đình tuyên truyền, hiệu triệu quần chúng chuẩn bị khởi nghĩa giành chính quyền. Ngày 16 tháng 3 năm 1945 Ban cán sự tỉnh tổ chức một cuộc mít tinh tại đình chợ Vân đông tới hàng nghìn người, có sự tham gia thị uy của các đội tự vệ chiến đấu của tổng Hoàng Vân, tổng Ngọc Thành và khu vực ấp Ba Huyện. Sau cuộc mít tinh đoàn người biểu tình tiến thẳng vào Đồn Cọ phá kho lấy thóc.

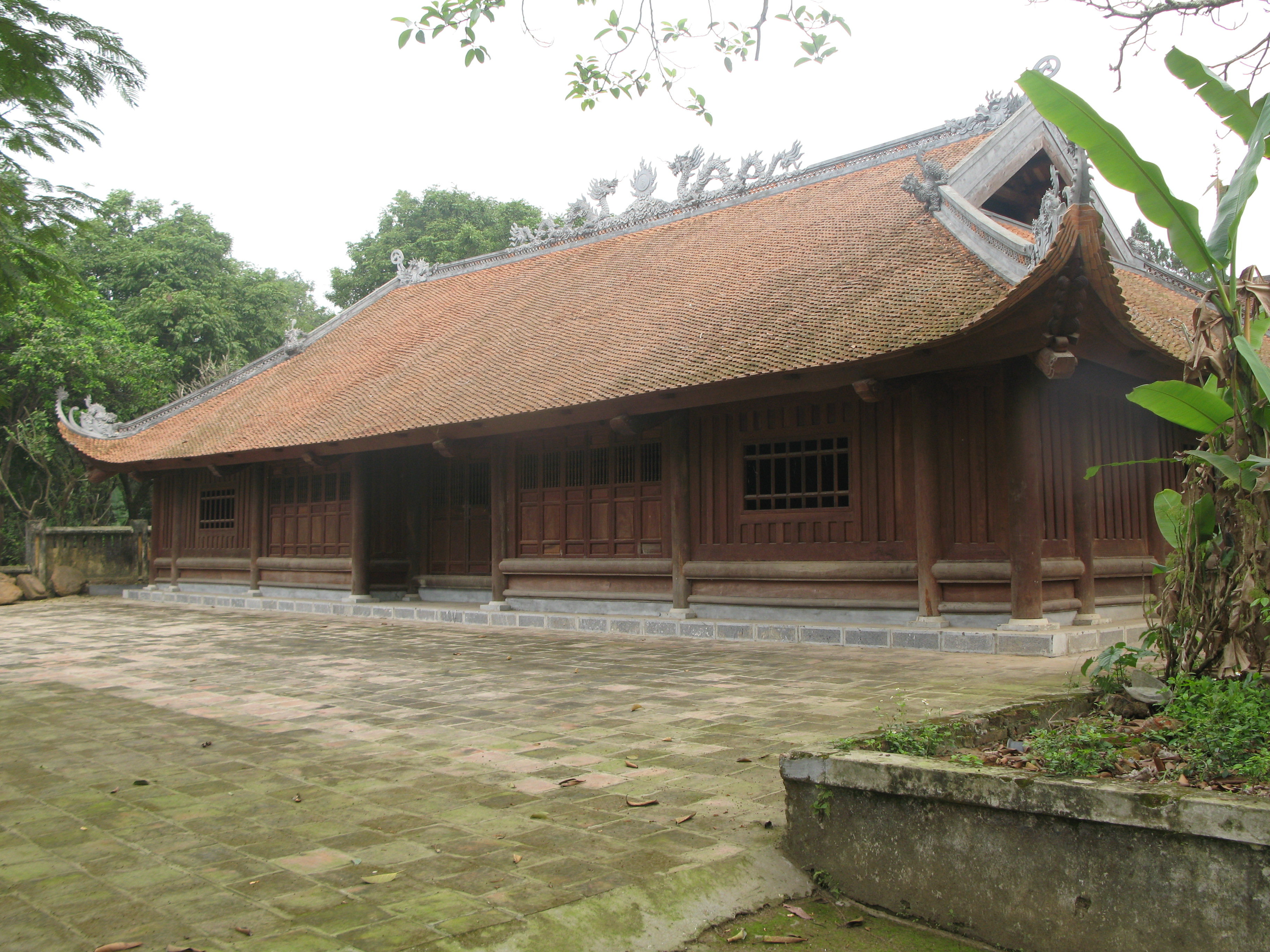
Đình Chợ Vân
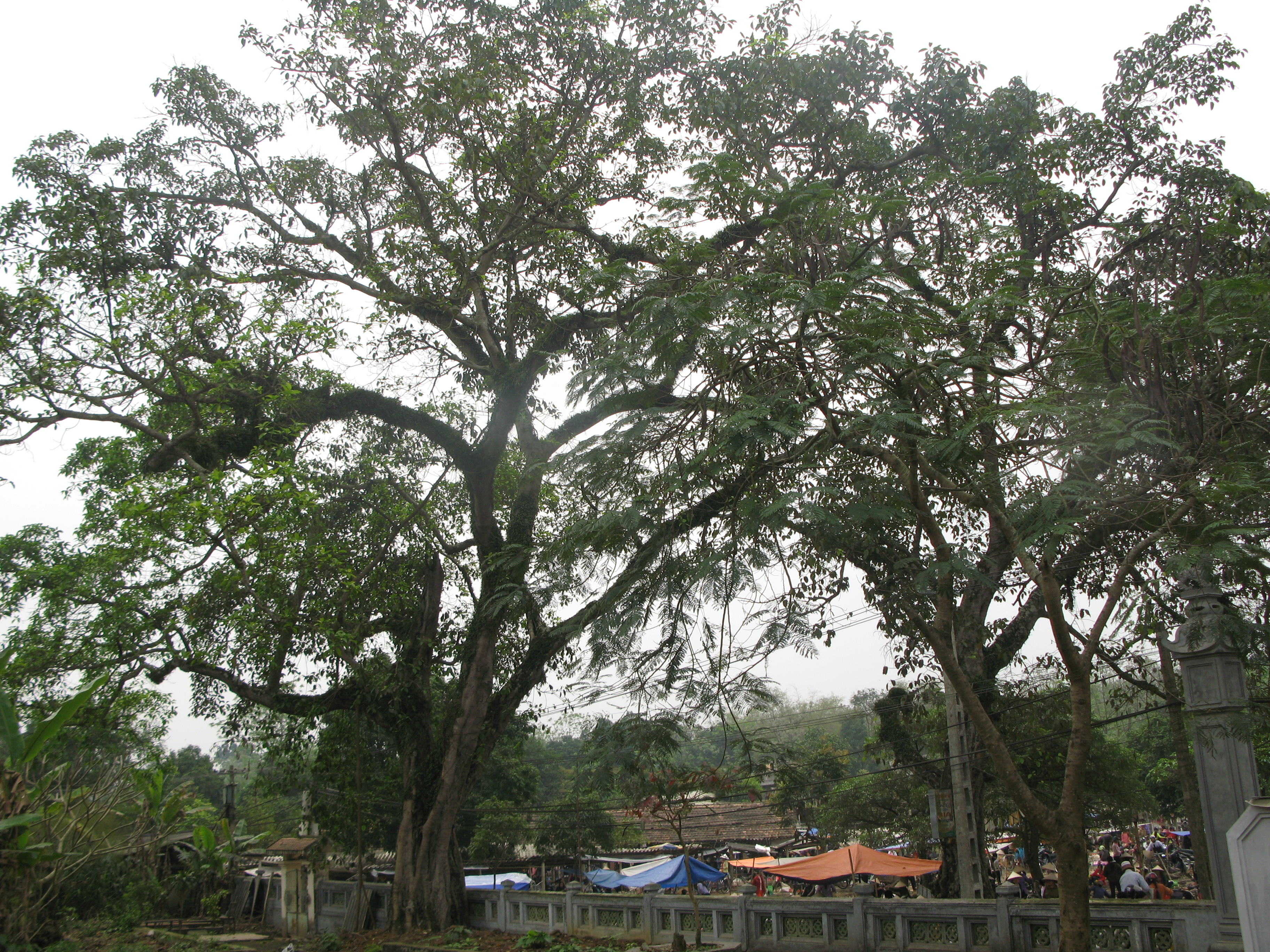
Chợ Vân nhìn từ sân Đình Chợ Vân
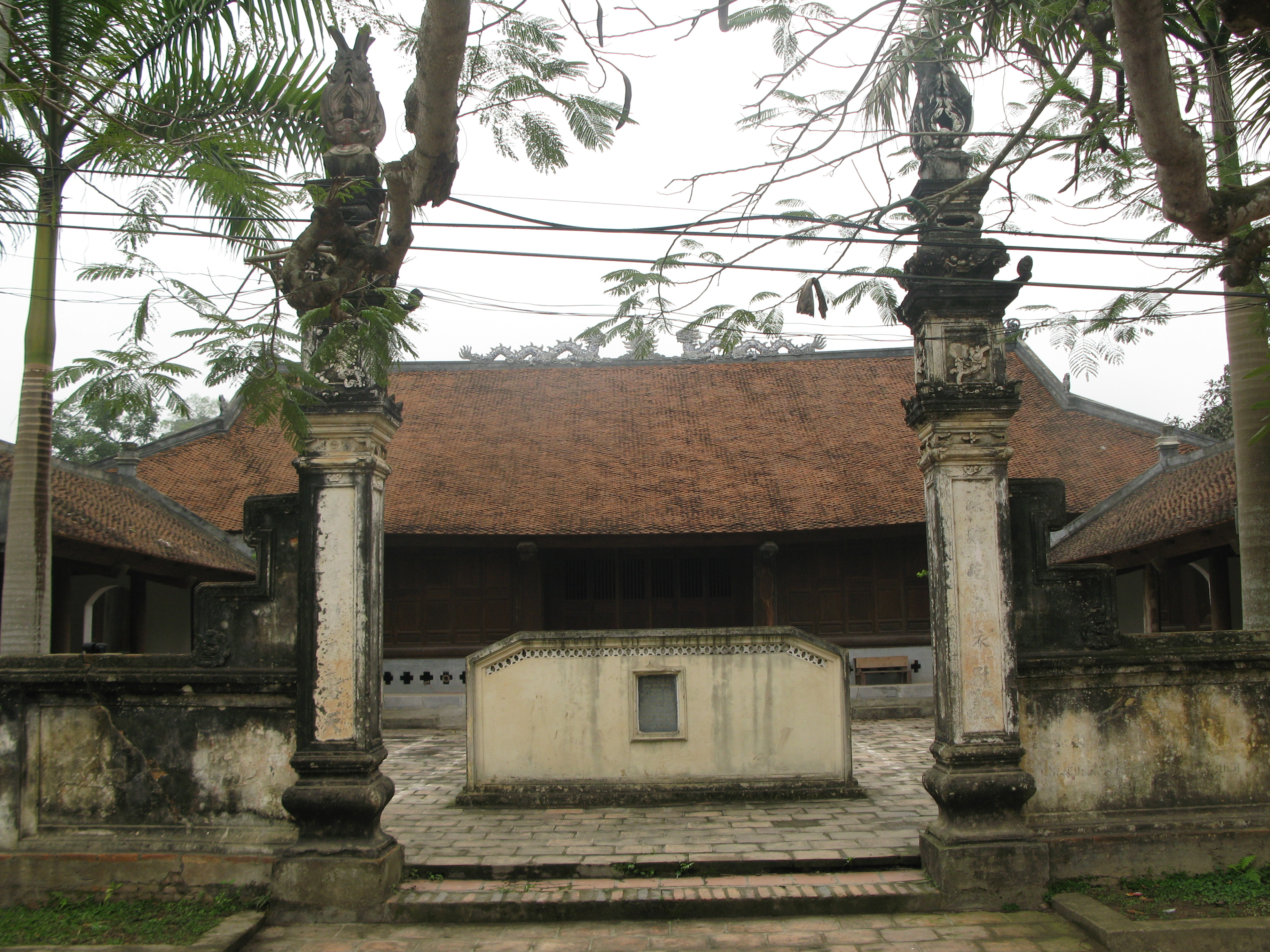
Đình làng Vân Xuyên

## Du lịch
Những năm gần đây nhiều khách du lịch ở các tỉnh về đây để tham quan ATK2 Hiệp Hòa, một căn cứ địa cách mạng thời kỳ trước Cách mạng tháng 8.
Đường đi: từ Hà Nội theo Quốc lộ 1 về phía Bắc 42 km đến Khu công nghiệp Đình Trám, rẽ trái theo quốc lộ 37 lên Thị trấn Thắng 17 km, đi tiếp lên Kè Gia Tư 3 km, rẽ trái 1 km là tới trung tâm của tổng Hoàng Vân cũ.